# F1 (datorspel)
F1, i USA släppt under titeln Formula One, är ett Formel 1-spel utvecklat av Lankhor, och utgivet 1993 av Domark och Tengen till Sega Mega Drive, Sega Master System och Commodore Amiga. Spelet följdes upp av F1 World Championship Edition, och spelmotorn återanvändes i Kawasaki Superbike Challenge.

### Fotnoter
1. 1 2  läs online, www.mobygames.com .[källa från Wikidata]
2. ↑  ”Release Information for Sega Genesis”. Arkiverad från originalet den 5 juni 2012. https://web.archive.org/web/20120605161809/http://www.gamefaqs.com/genesis/941700-f1-world-championship/data.
3. ↑  ”Release Information for Sega Master System”. Arkiverad från originalet den 5 juni 2012. https://web.archive.org/web/20120605221249/http://www.gamefaqs.com/sms/570256-f1/data.
4. ↑  ”Release Information for Amiga”. Arkiverad från originalet den 3 maj 2012. https://web.archive.org/web/20120503032944/http://www.gamefaqs.com/amiga/942761-f1/data.